# Bertario
Bertario o Bertacario (... – VI secolo, II o III decennio) insieme ai fratelli Ermanafrido e Baderico, fu un re del popolo germanico dei Turingi, dal 505 circa alla sua morte.

## Biografia
Di Bertario si hanno scarse notizie. Il vescovo Gregorio di Tours lo cita nel libro III della sua Historia Francorum dicendo che governò la Turingia assieme ai fratelli Ermanafrido e Baderico. Aggiunge inoltre che Ermanafrido lo catturò e lo uccise. Gregorio di Tours precisa che, alla sua morte, Bertario lasciò due orfani, un figlio maschio e una figlia, Radegonda.

## Discendenti
Bertario, dalla moglie di cui non si conosce il nome (Gregorio non ne parla nella sua Historia Francorum) ebbe due figli:
- un figlio maschio, di cui non si conosce il nome, di cui parla Gregorio di Tours[2], che fu fatto uccidere dal re dei Franchi, Clotario I [3]
- Radegonda, che sposò il re dei Franchi, Clotario I[3], entrò in convento[3] ed in seguito fu canonizzata.